# Златист дрозд
Златистият дрозд (Zoothera dauma) е птица от семейство Дроздови (Turdidae).

## Разпространение
Видът гнезди във влажната иглолистна тайга на Хималаите в Малайзия.
Среща се и в България.